# Arquidiocese de Valhadolide
A Arquidiocese de Valhadolide (em latim: Archidiœcesis Vallisoletanus) é uma arquidiocese da Igreja Católica na Espanha. Foi criada em 25 de setembro de 1551 como sufragânea da Arquidiocese de Toledo. Depois, foi elevada a arquidiocese em 4 de julho de 1857. Em 2017 tinha jurisdição sobre 305 paróquias, atendidas por 440 sacerdotes, com uma população de 444 mil católicos, ou seja, 85% do total da população. A sé da arquidiocese é a Catedral de Nossa Senhora da Assunção.

## História
A Diocese de Valhadolide foi erecta em 25 de setembro de 1595 pela bula papal Pro excellenti do Papa Clemente VIII, ganhando território da Diocese de Palencia. A edificação da nova diocese pôs fim aos conflitos entre bispos e abades seculares de Valladolide e Palencia.
Em 1688, a catedral foi construída, dos quais uma torre desmoronou em 1841.
Na sequência do acordo assinado entre a Espanha e a Santa Sé em 1851, em 4 de julho de 1857 foi elevada à categoria de arquidiocese metropolitana. Enquanto isso, em 1855 foi erguido o seminário diocesano.
Em 1955 a diocese foi bastante ampliada e redimensionada para a província de Valladolid.

## Prelados
Administração local:
|                   | Nome                                         | Período      | Notas                         |
| Arcebispos        | Arcebispos                                   | Arcebispos   | Arcebispos                    |
| ----------------- | -------------------------------------------- | ------------ | ----------------------------- |
| 15º               | Luis Javier Argüello García                  | 2022 - atual |                               |
| 14º               | Ricardo Blázquez Pérez                       | 2010 - 2022  |                               |
| 13º               | Braulio Rodríguez Plaza                      | 2002 - 2009  | Nomeado Arcebispo de Toledo   |
| 12º               | José Delicado Baeza †                        | 1975 - 2002  |                               |
| 11º               | Felix Romero Menjibar †                      | 1970 - 1974  |                               |
| 10º               | José García y Goldaraz †                     | 1953 - 1970  |                               |
| 9º                | Antonio García y García †                    | 1938 - 1953  |                               |
| 8º                | Remigio Gandásegui y Gorrochátegui †         | 1920 - 1937  |                               |
| 7º                | José María Cos y Macho †                     | 1901 - 1919  |                               |
| 6º                | Antonio María Cascajares y Azara †           | 1891 - 1901  | Nomeado Arcebispo de Saragoça |
| 5º                | Mariano Miguel Gómez Alguacil y Fernández †  | 1889 - 1891  |                               |
| 4º                | Benito Sanz y Forés †                        | 1881 - 1889  | Nomeado Arcebispo de Sevilha  |
| 3º                | Fernando Blanco y Lorenzo, O.P. †            | 1875 - 1881  |                               |
| 2º                | Juan de la Cruz Ignacio Moreno y Maisonave † | 1863 - 1875  | Nomeado Arcebispo de Toledo   |
| 1º                | Luis de la Lastra y Cuesta †                 | 1857 - 1863  | Nomeado Arcebispo de Sevilha  |
| Bispos            |                                              |              |                               |
| 25º               | Juan Antonio Rivadeneyra †                   | 1830 - 1856  |                               |
| 24º               | Juan Baltasar Toledano †                     | 1824 - 1830  |                               |
| 23º               | Vicente José Soto Valcárce †                 | 1803 - 1818  |                               |
| 22º               | Juan Antonio Pérez Hernández de Larrea †     | 1802 - 1803  |                               |
| 21º               | Manuel Joaquín Morón †                       | 1785 - 1801  |                               |
| 20º               | Antonio Joaquín Soria †                      | 1773 - 1784  |                               |
| 19º               | Manuel Rubín Celis †                         | 1768 - 1773  | Nomeado Bispo de Cartagena    |
| 18º               | Isidoro Cossío Bustamante †                  | 1754 - 1768  |                               |
| 17º               | Martín Delgado Cenarro y Lapiedra †          | 1743 - 1753  |                               |
| 16º               | Julián Domínguez y Toledo †                  | 1728 - 1743  |                               |
| 15º               | José de Talavera Gómez de Eugenio, O.S.H. †  | 1716 - 1727  |                               |
| 14º               | Andrés Orueta Barasorda †                    | 1708 - 1716  |                               |
| 13º               | Diego de la Cueva y Aldana †                 | 1682 - 1707  |                               |
| 12º               | Gabriel de la Calle y Heredia †              | 1671 - 1682  |                               |
| 11º               | Jacinto de Boada y Montenegro †              | 1670 - 1671  |                               |
| 10º               | Francisco de Seijas Losada †                 | 1664 - 1670  | Nomeado Bispo de Salamanca    |
| 9º                | Juan Merino López, O.F.M. †                  | 1647 - 1663  |                               |
| 8º                | Gregório Pedrosa Casares, O.S.H. †           | 1633 - 1645  |                               |
| 7º                | Juan Torres de Osorio †                      | 1627 - 1632  |                               |
| 6º                | Alfonso López Gallo †                        | 1624 - 1627  |                               |
| 5º                | Enrique Pimentel Zúñiga †                    | 1619 - 1623  | Nomeado Bispo de Cuenca       |
| 4º                | Francisco Sobrino Morillas †                 | 1616 - 1618  |                               |
| 3º                | Juan Vigil de Quiñones y Labiada †           | 1607 - 1616  | Nomeado Bispo de Segovia      |
| 2º                | Juan Bautista Acevedo Muñoz †                | 1601 - 1606  |                               |
| 1º                | Bartolomé de la Plaza †                      | 1596 - 1600  |                               |
| Bispos-auxiliares |                                              |              |                               |
|                   | Luis Javier Argüello García                  | 2016-2022    | Elevado a Arcebispo           |
|                   | Pedro Segura y Sáenz                         | 1916-1920    | Nomeado Bispo de Coria        |
|                   | Mariano Cidad y Olmos                        | 1897-1903    | Nomeado Bispo de Astorga      |